# Rastern
Rastern je priimek več znanih Slovencev:

## Znani nosilci priimka
- Nikomed Rastern (1806—1875), botanik